# Quelabitad
Quelabitad är en ort i Mexiko.   Den ligger i kommunen Tanlajás och delstaten San Luis Potosí, i den centrala delen av landet, 250 km norr om huvudstaden Mexico City. Quelabitad ligger 51 meter över havet och antalet invånare är 256.
Terrängen runt Quelabitad är platt åt nordväst, men åt sydost är den kuperad. Runt Quelabitad är det ganska tätbefolkat, med 120 invånare per kvadratkilometer. Närmaste större samhälle är Ejido San José Xilatzén, 5,4 km sydost om Quelabitad. Omgivningarna runt Quelabitad är en mosaik av jordbruksmark och naturlig växtlighet.